# Robert Baetens
Robert Frédérik Louis Baetens, detto Bob (Anversa, 28 ottobre 1930 – 19 ottobre 2016), è stato un canottiere belga.

## Palmarès

### Olimpiadi
- Argento a Helsinki 1952 nel due senza.